# Zwemdok (Mechelen)

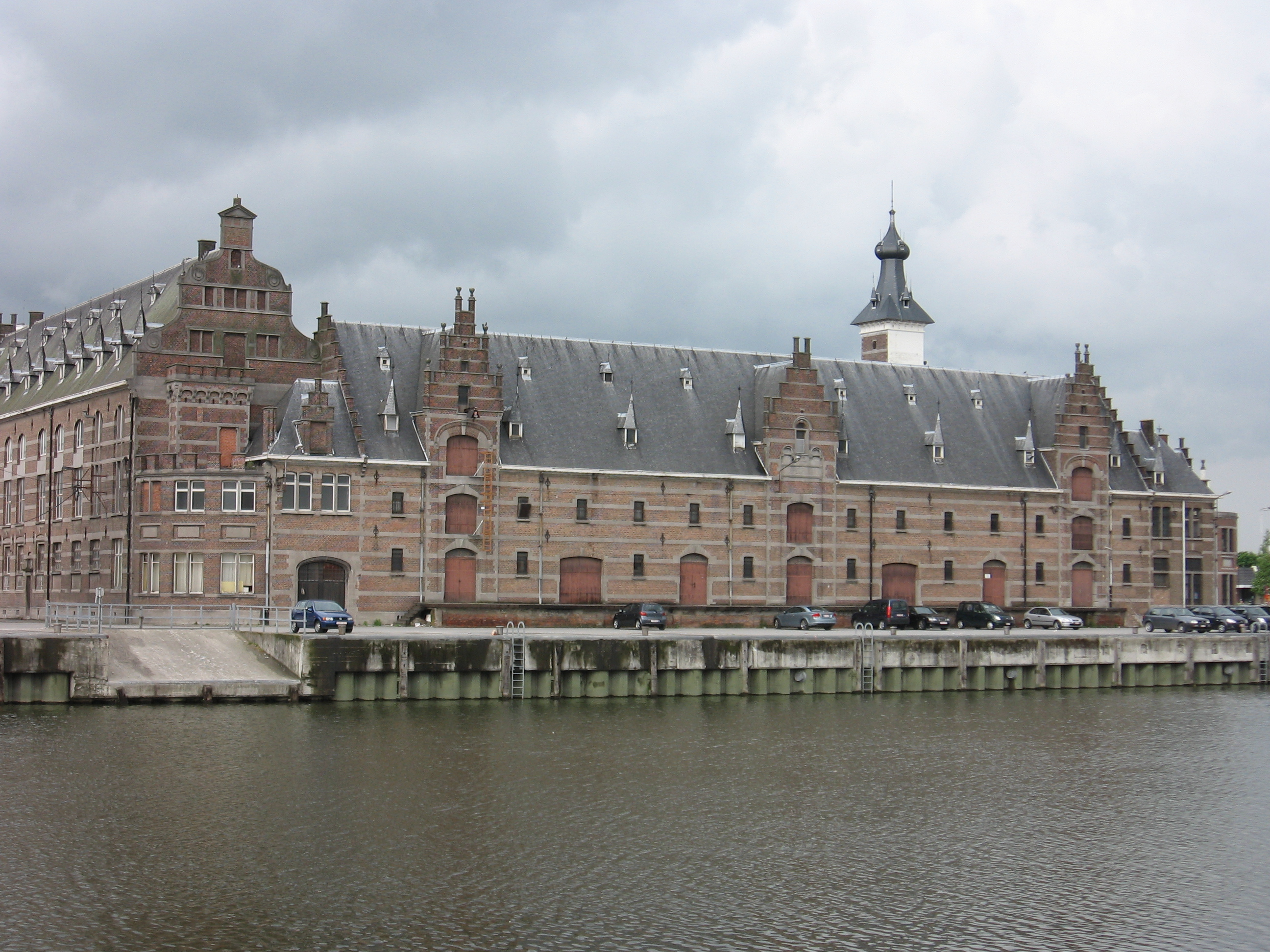
Zwemdok, zijaanzicht

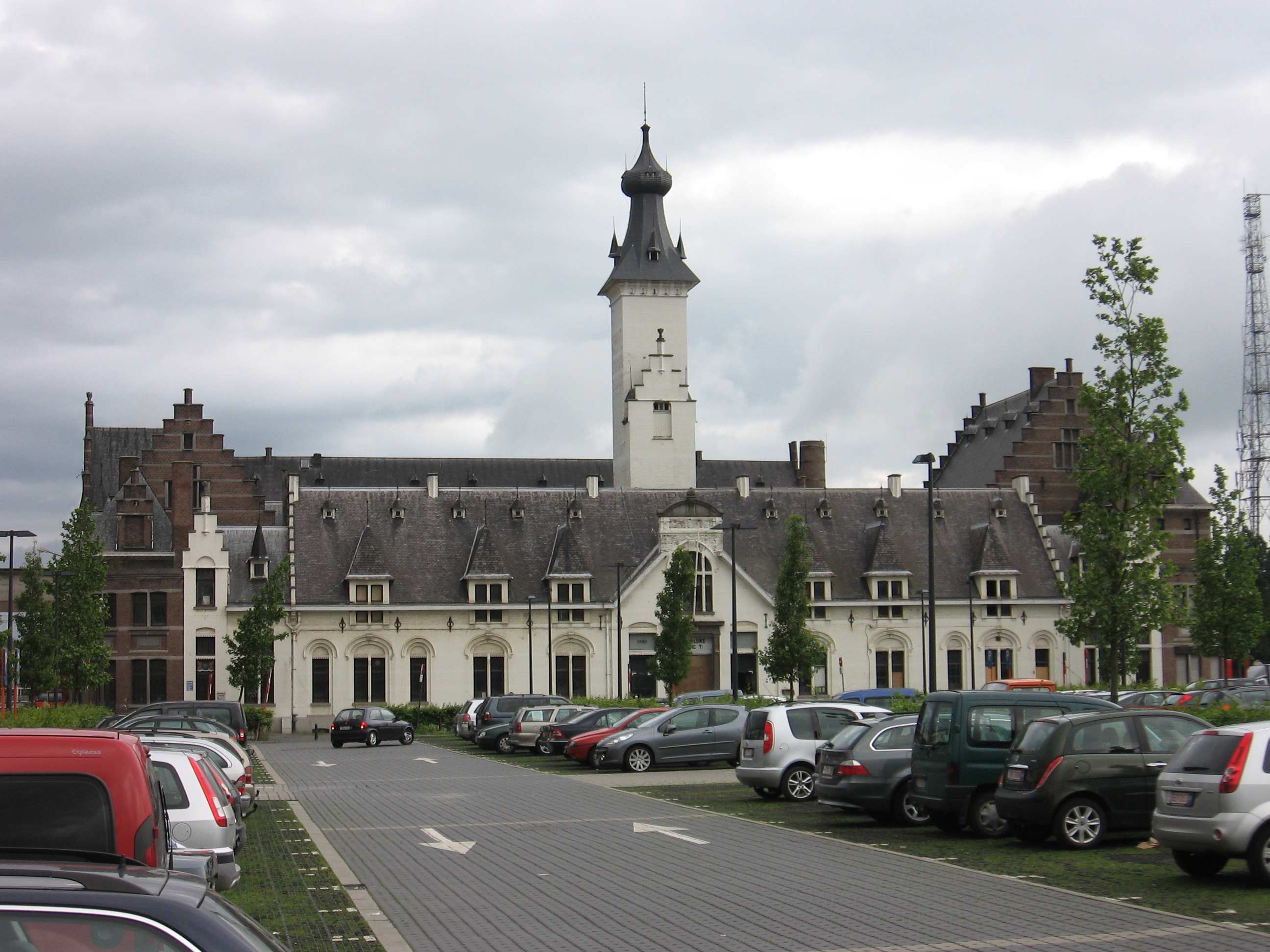
Zwemdok en het Rode Kruisplein

Het Zwemdok in Mechelen was een zwembad sinds de opening in 1924 tot aan de sluiting in 2001. Sindsdien staat het gebouw, dat is gebouwd in de Art Nouveaustijl leeg. Het bouwwerk gelegen aan het Rode Kruisplein en aan het keerdok van de Binnendijle is een beschermd monument.